# 狂った果実 (アリスの曲)
「狂った果実」（くるったかじつ）は、アリスの18枚目のシングル。1980年7月5日にポリスターから発売された。

## 解説
ポリスター移籍第1弾作品となり、40万枚を売り上げた。
アリスとしてオリコンチャート及びTBSテレビ「ザ・ベストテン」において10位以内にランクインするのは、当曲が最後となっている。
映画監督の根岸吉太郎は、この曲をモチーフに『狂った果実』という同名の成人映画を本間優二、蜷川有紀主演で製作。1981年ににっかつより公開されている。
中平康監督、石原裕次郎・北原三枝・津川雅彦主演で1956年に日活で制作された石原慎太郎原作の同名映画との関連性はない。
全日本プロレス中継（日本テレビ系列）の1994年1月 - 3月期エンディング曲に使用された。

## 収録曲
全作詞：谷村新司
1. 狂った果実 [4:11]
作曲：堀内孝雄　編曲：石川鷹彦
2. ピンク・シャンパン [3:53]
作曲:矢沢透　編曲：安川ひろし